# Daviesia
Daviesia är ett släkte av ärtväxter. Daviesia ingår i familjen ärtväxter.

## Bildgalleri

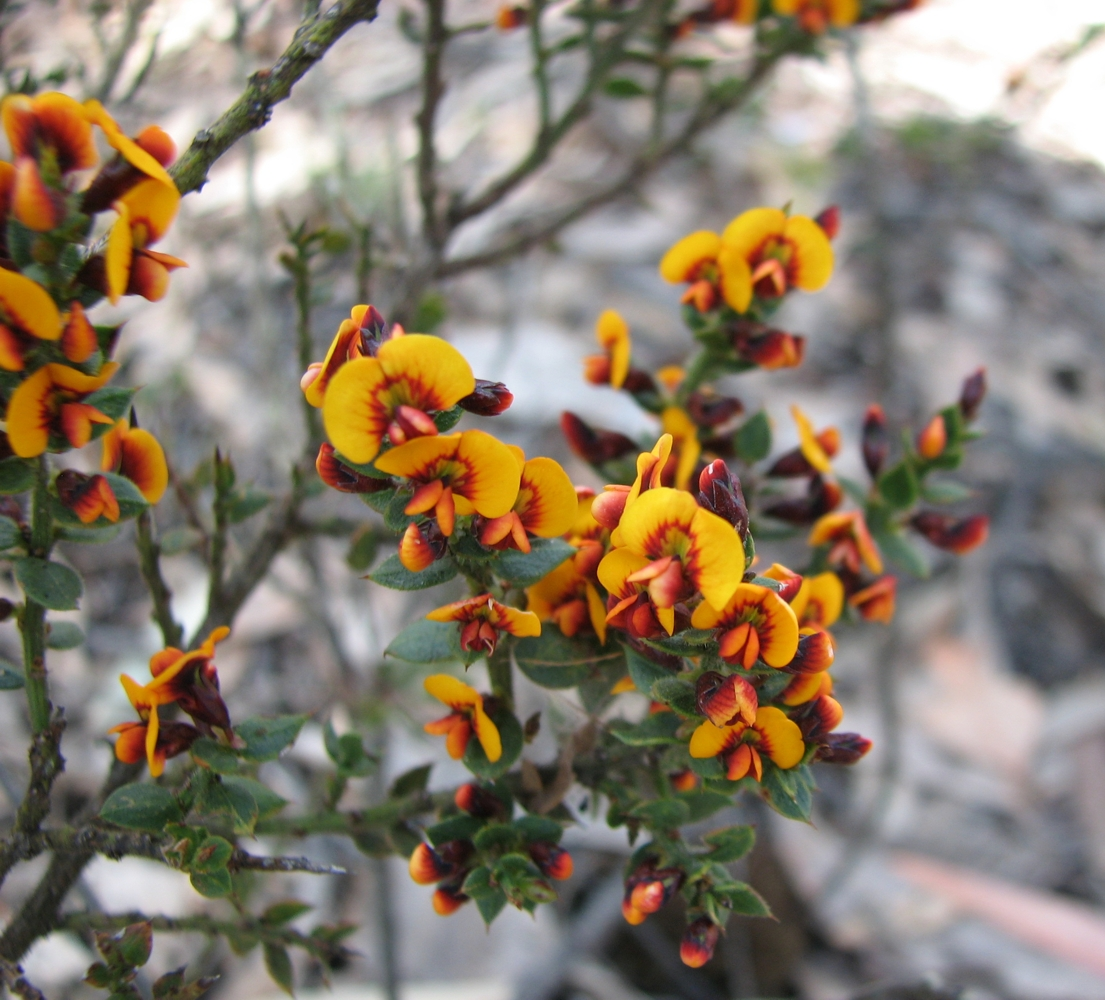
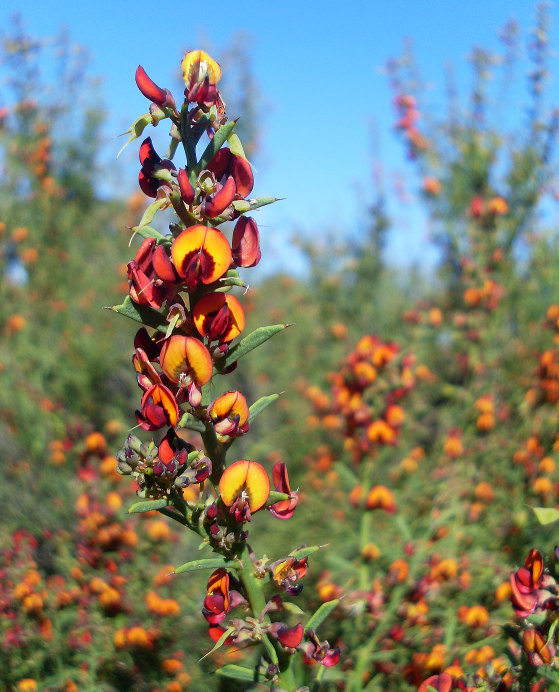

## Dottertaxa tillDaviesia, i alfabetisk ordning[1]
- Daviesia abnormis
- Daviesia acicularis
- Daviesia alata
- Daviesia alternifolia
- Daviesia anceps
- Daviesia angulata
- Daviesia arborea
- Daviesia arenaria
- Daviesia arthropoda
- Daviesia asperula
- Daviesia benthamii
- Daviesia brevifolia
- Daviesia buxifolia
- Daviesia cardiophylla
- Daviesia cordata
- Daviesia corymbosa
- Daviesia costata
- Daviesia crenulata
- Daviesia croniniana
- Daviesia daphnoides
- Daviesia debilior
- Daviesia decurrens
- Daviesia dielsii
- Daviesia discolor
- Daviesia divaricata
- Daviesia elongata
- Daviesia epiphyllum
- Daviesia eremaea
- Daviesia euphorbioides
- Daviesia filipes
- Daviesia flava
- Daviesia flexuosa
- Daviesia genistifolia
- Daviesia gracilis
- Daviesia grahamii
- Daviesia hakeoides
- Daviesia horrida
- Daviesia incrassata
- Daviesia inflata
- Daviesia lancifolia
- Daviesia latifolia
- Daviesia leptophylla
- Daviesia longifolia
- Daviesia mesophylla
- Daviesia microphylla
- Daviesia mimosoides
- Daviesia mollis
- Daviesia nematophylla
- Daviesia nudiflora
- Daviesia obovata
- Daviesia obtusifolia
- Daviesia oppositifolia
- Daviesia ovata
- Daviesia pachylima
- Daviesia pachyphylla
- Daviesia pectinata
- Daviesia pedunculata
- Daviesia physodes
- Daviesia podophylla
- Daviesia polyphylla
- Daviesia preissii
- Daviesia pubigera
- Daviesia purpurascens
- Daviesia quadrilatera
- Daviesia reclinata
- Daviesia rhombifolia
- Daviesia spinosissima
- Daviesia spiralis
- Daviesia squarrosa
- Daviesia striata
- Daviesia stricta
- Daviesia teretifolia
- Daviesia triflora
- Daviesia trigonophylla
- Daviesia ulicifolia
- Daviesia umbellulata
- Daviesia uniflora
- Daviesia wyattiana